# Wissenszirkel
Hauptseite: Wissensmanagement
Der Wissenszirkel ist eine Zirkelform, die neben Wissensentwicklung und Wissensweitergabe das Ziel der Generierung neuen Wissens und der Innovationsfindung verfolgt. Der Begriff des Wissenszirkels ist dem Zirkelbegriff untergeordnet und lässt sich von anderen Zirkelformen (wie zum Beispiel Erfahrungszirkel oder Problemlösezirkel) abgrenzen. Dennoch existieren viele Gemeinsamkeiten zwischen den verschiedenen Zirkelformen.

## Definition und Begriffsabgrenzungen

### Zirkel
Zirkel sind in einer Organisation der Raum, in dem Mitglieder der Organisation gruppenorientiert und erfahrungsbasiert an der Gestaltung von Organisationsprozessen partizipieren können. Sie kommen durch das regelmäßige Treffen von Freiwilligen zustande, um ggf. unter Anleitung eines Moderators oder unter bestimmten Methoden sich über die Organisationsprozesse auszutauschen und sie anhand gewonnener (Arbeits-)Erfahrung zu überprüfen und zu verbessern. Ihre Inhalte können variieren. Entsprechend ihrem jeweiligen Hauptziel werden Begriffe wie Qualitätszirkel, Erfahrungszirkel, Problemlösezirkel oder Wissenszirkel verwendet.

### Erfahrungszirkel
Erfahrungszirkel sind ein innovationsbegleitendes Instrument, das lokale Erfahrung um Information und Expertise ergänzen will. Vorrangiges Ziel ist die Mitgestaltung von bereits geplantem Wandel.

### Problemlösezirkel
Hier werden im Rahmen eines Zirkels singuläre Problemstellungen herauskristallisiert und gelöst.

### Wissenszirkel
Wissenszirkel sind als innovationsauslösend zu verstehen. Sie kommen vor einem Wandel ins Spiel. Auch hier wird – wie in Erfahrungszirkeln – Erfahrung ausgetauscht, Wissen entwickelt und weitergegeben, aber nicht – wie im Falle eines Problemlösezirkels – zu einem begrenzten inhaltlichen Gebiet, sondern zu den Organisationsabläufen und ihren Produkten insgesamt. Klares Ziel ist es „Unsichtbares sichtbar zu machen“, also implizites Wissen und Erfahrungen zu explizieren und damit organisational nutzbar zu machen. Wissenszirkel streben durch das Einbringen neu generierten Wissens in die Strukturen und Abläufe der Organisation eine Verhaltensänderung und einen Wandel der organisationalen Prozesse an.
Vereinfacht formuliert, können die Begriffe folgendermaßen getrennt werden: „Wissenszirkel können Innovationen auslösen, Erfahrungszirkel gestalten sie und Problemlösezirkel optimieren und korrigieren ihre Neuerungen.“ (Derboven et al.)

## Eignung von Zirkeln zum Wissensmanagement

### Ansatzpunkt von Zirkeln
Zirkel setzen sowohl auf der Makroebene der Organisation als auch auf der Mikroebene des Individuums als Mitglied der Organisation an. Somit sind sie geeignet, nicht nur den individuellen Umgang, sondern auch den kollektiven Umgang mit Wissen neu zu gestalten. Wissenszirkel können somit als Erfahrungs- und Wissensräume dienen, in denen Handlungsmuster zur Aufgabenbewältigung in der Organisation offengelegt und erweitert werden können.

### Relevanz von Zirkeln für den Organisationswandel
Mit dem Aufkommen des Taylorismus wurde die Trennung von planenden und gestaltenden Tätigkeiten (bspw. Management) und den ausführenden und erhaltenden Tätigkeiten (bspw. Mitarbeiter) durchgesetzt. Die planenden Tätigkeiten sollen in Organisationsprozesse eingreifen und sie verändern, die ausführenden Tätigkeiten sollen Organisationsprozesse reproduzieren und bewahren. Mittlerweile ist erkannt worden, dass Veränderungen und veränderungsrelevantes Wissen auch und gerade auf der Ebene von ausführenden Tätigkeiten zu finden sind. Es kann festgestellt werden, dass man grob zwischen zwei Arten von Veränderungen unterscheiden kann: den revolutionären Veränderungen und den evolutionären Veränderungen. Revolutionäre Veränderungen sind radikal, sprunghaft und konfrontativ. Sie erfordern einen Plan und ein Ziel (erfordern analytisches und konzeptionelles Wissen) und werden meist top-down durchgesetzt. Evolutionäre Veränderungen gehen kontinuierlich und kaum spürbar voran, denn sie entstehen ohne Plan in alltäglichen Organisationsprozessen. Voraussetzung hierfür ist Vor-Ort-Wissen und Ausführungserfahrung.
Für die Wandlungsfähigkeit einer Organisation ist die revolutionäre Veränderung durch die Planungsebene von Bedeutung, aber gleichbedeutend ist ebenso die evolutionäre Veränderung auf der Ausführungsebene. Damit Gestaltung und Erhaltung von Organisationsprozessen nicht auseinanderdriften ist es erforderlich, dass evolutionäre Veränderungsprozesse von der Planungsebene aufgegriffen und in Planungen einbezogen werden. Dazu muss das primäre Ziel ein Dialog zwischen Ausführungs- und Planungsebene sein. Zirkel können als Instrument eines solchen Dialoges eingesetzt werden. Im Speziellen können Wissenszirkel als dafür geeignet angesehen werden, weil sie eine Offenlegung von Erfahrungswissen anstreben, das zur Beschreibung evolutionärer Veränderungsprozesse grundlegend ist und als Innovationsquelle dienen kann.

### Zirkel als gruppenorientierte Konzepte
Besonders im Bereich des Wissensmanagements werden an Gruppen hohe Erwartungen gestellt. Im Rahmen von (Wissens-)Zirkeln wird nicht nur Wissen reflektiert, verbreitet und koordiniert, sondern auch neues Wissen hervorgebracht. Gerade darauf zielen Wissenszirkel, die Innovationen hervorbringen sollen. Parallel dazu kommt es zu einem kollektiven Lernprozess ähnlich wie in Learning Communities. Verschiedene Forschungsansätze betrachten aufgrund eben solcher Effekte Praxisgemeinschaften als „Keimzelle“ für gesellschaftliche Gestaltung oder als „Keimzelle“ für Wissensmanagement. Allerdings wird auch zur Vorsicht aufgerufen, diesbezügliche Erwartungen ohne entsprechende Forschungskenntnisse nicht zu hoch anzusetzen. Auch wenn eine deutliche Auswirkung von Gruppenorientierung auf Wissensmanagement erwartet werden kann, sind Randbedingungen und nicht intendierte Effekte zu beachten und eine wissenschaftliche Fundierung abzuwarten.

## Anforderungen und methodische Gestaltungsmöglichkeiten
Im Folgenden soll auf Anforderungen und Gestaltungsmöglichkeiten eingegangen werden. Vorab jedoch muss erklärt werden, dass die Gestaltungsmöglichkeiten als auch die Anforderungen sich aufgrund weitgehender Überschneidungen auf Zirkel allgemein beziehen. An gegebenen Stellen, an denen eine Differenzierung sinnvoll ist, werden Aspekte des Wissenszirkels hervorgehoben.

### Anforderungen
Um aus dem Pool an Möglichkeiten eines Zirkels zu schöpfen, muss mit ihm ein Entscheidungs- und Erfahrungsraum eröffnet werden. Man kann das Explizieren von Erfahrungswissen nicht auf Knopfdruck erwarten, aber es können Bedingungen geschaffen werden, die es fördern und den Teilnehmern „entlocken“. Traditionelle Zirkel mit rein korrektivem Charakter stoßen hier oft an ihre Grenzen. Zirkel sollen zur Partizipation von Organisationsmitgliedern an Organisationsprozessen dienen und müssen eine mögliche Veränderung in Aussicht stellen. Deswegen sind kurzfristige Zirkel mit keiner hohen Erwartungshaltung zu verbinden.
Eine weitere wichtige Voraussetzung für die erfolgreiche Umsetzung ist die Akzeptanz und Unterstützung der Managementebene. Auch ist ein ausreichender Grad an Informiertheit der Organisationsmitglieder notwendig, was wiederum eine Förderung durch die Organisation voraussetzt.
Häufig wird in Zirkeln beobachtet, dass Teilnehmer Problem- aber keine Lösungserfahrung haben. Zur sinnvollen Nutzung der Problemerfahrung ist ein Hinzuziehen von Experten nützlich, die gerade für komplexere Probleme Lösungswissen bereitstellen können. Teilnehmer sollen nicht zu Lösungsexperten werden, aber sie können mit eingebunden werden und zu der situativen Anpassung von Lösungskonzepten beitragen.
Fundamental für eine erfolgreiche Umsetzung speziell von Wissenszirkeln ist die Bereitschaft der Mitarbeiter Wissen preiszugeben. Dazu bedarf es einer Vertrauensbasis zur Organisation. Es muss deutlich werden, dass durch die kollektive Gestaltung der Wissensgenerierung und -weitergabe es zu keiner Wissensenteignung kommt, sondern immer auch zu einem Wissenszuwachs und einem Profitieren aller vom gemeinsamen Wissensmanagement (Win-Win-Konzept).

### Methoden
Bei der Gestaltung von Zirkeln können verschiedene Wissensmanagement-Methoden eingesetzt werden. Der Wissenszirkel setzt bei alltäglichen Aufgaben von Organisationsmitgliedern an und erfordert deswegen Methoden, die besonders nicht-bewusste Erfahrungswerte offenlegen. Implizite Wissens- und Erfahrungswerte sind nicht auf Bestellung abrufbar, sondern benötigen Methoden, die Probleme in ihrer gesamten Gestalt erfassen und Aspekte aufgreifen, die nur schwer verbal dargestellt werden können.

Derboven et al. stellen eine Übersicht über solche Methoden vor, die sie selber bei der praktischen Durchführung von (Wissens-)Zirkeln angewendet haben. Der gemeinsame Nenner all dieser Methoden ist, dass Erfahrungen über den Umweg einer konkreten Anwendung (Spiel, Visualisierung, Vergegenständlichung) bewusst gemacht werden. Erfahrungswissen wird den Zirkelteilnehmern sozusagen über ein „Hintertürchen“ entlockt. Im Folgenden sollen einige Methoden vorgestellt werden.
Durch Rollenspiele können Kontexte, die häufig nicht verbal beschreibbar sind, mit einbezogen werden. Diese können atmosphärischer oder auch emotionaler Art sein. Solche Kontexte sind wichtig, weil sie sehr oft „Vor-Ort-Wissen“ bedingen. Rollenspiele werden kollektiv durch die Akteure und Zuschauer (beide Gruppen wurden zuvor aus den Zirkelteilnehmern gebildet) ausgewertet. Verhaltensweisen werden besprochen und entsprechende Verbesserungsvorschläge erörtert. Wichtig ist die Möglichkeit nach dieser Auswertung das Rollenspiel mit den diskutierten alternativen Handlungsmöglichkeiten erneut zu durchlaufen.
Interessant ist ebenso „Der Rat der Weisen“ als eine besondere Form des Rollenspiels. Unter den Akteuren gibt es Ratsuchende und Ratgebende. Dadurch wird ein Beratungsprozess simuliert, der die Zirkelteilnehmenden für das genaue Zuhören und die Verantwortung gegenüber Ratsuchenden sensibilisiert. Dabei werden auch auf Analogien als Vortragsmöglichkeit für die Ratsuchenden zurückgegriffen. Wichtig ist hier, dass der Ratsuchende als Informations- und Erfahrungsträger erkannt und akzeptiert wird. Anschließend erfolgt eine Auswertung und Diskussion durch alle Zirkelteilnehmer.
Eine andere Methode ist die Vergegenständlichung von Wissen durch das Erstellen eines Bewertungsbogens durch die Zirkelteilnehmer. Wichtige Punkte können dabei durch Brainwriting ermittelt werden. Gerade individuelle Wünsche und Erfahrungen an die Zusammenarbeit können so erfolgreich kommuniziert werden. Dabei dient der Bewertungsbogen als diagnostisches Instrument für die Einschätzung der Zusammenarbeit. So erreicht man eine große gemeinschaftliche Übereinstimmung, da jeder Einzelne Teil des gesamten Ergebnisses ist. Auf diese Weise werden die Erfahrungen aller Teilnehmer berücksichtigt durch ein Verfahren, das gemeinsam erarbeitet wurde.
Eine weitere Methode ist das Erstellen von Wissenslandkarten mittels Mindmapping und Infomapping. Durch Mindmapping werden gedankliche Zusammenhänge in einem Netzwerk dargestellt, dass zugleich durch Ober- und Unterbegriffe eine Strukturierung ermöglicht. Durch die Visualisierung werden Gedankenflüsse zusätzlich angeregt. Infomapping funktioniert ähnlich, konzentriert sich jedoch auf die Darstellung des Zusammenhangs von Informationsflüssen (z. B. zwischen Mitarbeitern, aber auch zwischen Abteilungen oder zwischen verschiedenen Organisationen), so dass man landkartenähnliche Gebilde erzeugen kann. Dazu müssen die Zirkelteilnehmer ihre eigene Erfahrung konzentriert reflektieren und durch eine Symbolik repräsentieren. Dadurch wird erreicht, dass alltägliche Organisationsabläufe bewusst werden.

### Weiterführende Literatur
- Gabi Reinmann-Rothmeier: Communities und Wissensmanagement. Wenn hohe Erwartungen und wenig Wissen zusammentreffen. (Forschungsberichte der LMU München, Nr. 129). Lehrstuhl für Empirische Pädagogik und Pädagogische Psychologie der Ludwig-Maximilians-Universität München, 2000.
- Fallbeispiel bei:

Michael Dick, Theo Wehner: Airbus Deutschland GmbH: Partizipative Entwicklung von Wissensmanagement-Werkzeugen. In: Werner Lüthy, Eugen Voit, Theo Wehner (Hrsg.): Wissensmanagement – Praxis: Einführung, Handlungsfelder und Fallbeispiele. Zürich 2002, S. 129–153 (PDF; 223 kB).